# 손낙구
손낙구(1962년~ )는 대한민국의 노동 운동가, 정당인이다. 계급배반투표 논란 당시 저서 <대한민국 정치사회지도>를 통해 계급배반투표 현상을 허상이라고 지적했다. 민주노총에서 노동 운동가로 정책국장까지 활동했던 이력을 토대로 민주통합당 손학규 대선후보 경선 캠프의 특보를 지냈다.